# Западная Антарктида
Западная Антарктида — географический регион, один из двух основных регионов Антарктиды. Омывается Тихим и Атлантическим океанами. Западная Антарктида включает в себя Антарктический полуостров, обширный массив суши между 40-м и 160-м градусами западной долготы, который отделен от Восточной Антарктиды Трансантарктическими горами, а также Южные Шетландские и Южные Оркнейские острова.
Название «Западная Антарктида» существовало на протяжении более чем 90 лет, но в широкое употребление вошло после Международного геофизического года (1957-58) и исследований, в ходе которых было установлено, что Трансантарктические горы являются естественным разделителем между Западной и Восточной Антарктидами.
Большая часть Западной Антарктиды покрыта льдом. Западная Антарктида заметно меньше, чем Восточная Антарктида. В Западной Антарктиде располагаются три центра оледенения высотой 2— 2,5 тыс. м. Вдоль побережья на высоте 30—100 м над уровнем моря простираются обширные низменные равнины шельфовых ледников, два из которых имеют огромные размеры: шельфовый ледник Росса — 538 тыс. км², Фильхнера — 483 тыс. км².